# Senecio carbonensis
El Senecio carbonensis es una especie de planta de flor del género Senecio, dentro de la familia Asteraceae, que se localiza en la región sur de la cordillera de los Andes entre Argentina y Chile.

## Ecología
Habita estepas y praderas de altura, y en ambiente de semidesiertos de efímeras. Se trata al parecer, de un microendemismo ya que esta especie solo ha sido encontrada en dos cerros de la misma zona, en el noroeste de la Patagonia Argentina.

## Taxonomía
Senecio carbonensis fue descrita por C.Ezcurra, M.Ferreyra & S.Clayton  y publicado en Hickenia 2(34): 150. 1995.
Etimología
Ver: Senecio
carbonensis: epíteto latíno que hace referencia al Cerro Carbón en Bariloche, lugar donde fue descubierto.